# Carlos Sempat Assadourian
Carlos Sempat Assadourian es un historiador argentino de origen armenio, especializado en la economía y comercio regional americana de los siglos XVI y XVII y exponente del concepto "mercado interno colonial".

## Trayectoria
Fue alumno de Ceferino Garzón Maceda y militó en el Partido Comunista. Estudió su posgrado en Santiago de Chile pero con la llegada de Pinochet tuvo que regresar a Córdoba. Debido a la falta de empleo, se trasladó a México por invitación de El Colegio de México en 1975. Obtuvo su doctorado en la Universidad de Córdoba.

## Publicaciones
Fue colaborador en Cuaderno de Pasado y Presente. Algunas de sus publicaciones más conocidas son:
- El tráfico de esclavos de Córdoba, 1588-1610, 1965
- "La Producción de la mercancía dinero", 1976
- El sistema de la economía colonial. Mercado interno, regiones y espacio económico, 1982